# Dodecadodecàedre icositruncat
En geometria, el dodecadodecàedre icositruncat o icosidodecàedre icosidodecatruncat és un políedre uniforme no convex indexat com a U45.

## Envolupant convexa
La seva envolupant convexa és un icosidodecàedre truncat no uniforme.
| Icosidodecàedre truncat | Envolupant convexa | Dodecadodecàedre icositruncat |